# Complex cu arhitectură populară (Morovaia)
Complex cu arhitectură populară este un complex de clădiri amplasat în Morovaia, raionul Orhei, Republica Moldova. Este un monument de arhitectură populară de importanță națională inclus în Registrul monumentelor Republicii Moldova ocrotite de stat cu nr. 1191 (raionul Orhei).